# Vangueria vestita
Vangueria vestita är en måreväxtart som först beskrevs av Robyns, och fick sitt nu gällande namn av Ined.. Vangueria vestita ingår i släktet Vangueria och familjen måreväxter. Inga underarter finns listade i Catalogue of Life.